# Royal Swazi National Airways

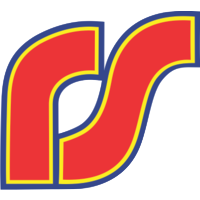

Royal Swazi National Airways était la compagnie aérienne nationale de l'Eswatini, en opération entre 1978 et 1999.
Royal Swazi National Airways existe toujours sous ce nom mais plus en tant que compagnie aérienne. Ses activités se concentrent comme agent de vente de billets aériens.